# Grallaria erythroleuca
Pita-formigueira-de-cuzco ou torom-de-cusco (Grallaria erythroleuca) é uma espécie de ave da família Formicariidae.
É endémica do Peru.
Os seus habitats naturais são: regiões subtropicais ou tropicais húmidas de alta altitude e florestas secundárias altamente degradadas.